# Kašpar Colonna z Felsu
Hrabě Kašpar Colonna z Felsu (německy Kaspar Colonna von Fels, někdy také Kolonna, 1594 – 31. března 1666, Opolí) byl česko-německý šlechtic z rodu Colonnů z Felsu. Sloužil jako protestantský a později císařský komorník a důstojník.

## Život
Kašpar Colonna byl syn Linharta Colonny svobodného pána z Felsu a Voršily rozené svobodné paní Krajířové z Krajku a byl vychován jako protestant.  7. listopadu 1620 se zapsal na univerzitu v Altdorfu.
Protože se jeho rodina, v čele se strýcem Linhartem Colonnou z Felsu, v květnu 1618 zapojila do třetí pražské defenestrace a tím pádem do protihabsburského povstání, nechal císař zabavit veškerý rodový majetek Colonnů. Kašpar Colonna se angažoval pouze okrajově, ale přesto emigroval do Slezska, kde získal panství Kotulín poblíž Velkých Střelic. Tam se také oženil s Antonií Zdeňkou Kunhutou Libštejnskou z Kolovrat a měl syny Karla Gustava a Jiřího Linharta.
V roce 1633 byl Colonna přijat do Ovocenosné společnosti knížete Ludvíka I. Anhaltského.
Jako švédský plukovník kavalérie bojoval Colonna do doby před pražským mírem proti císaři Ferdinandovi II. ve vojsku Jindřicha Matyáše z Thurnu. Později se však podřídil císaři, za což byl s účinností od 2. srpna 1656 povýšen na do dědičného říšského hraběcího stavu (Comes Palatinus Caesareus Perpetuus).
Když byla 7. října 1664 v Břehu pohřbena manželka vévody Jiřího III. Břežského, zastupoval Colonna císaře Ferdinanda II. V té době hrabě Colonna zastával úřad císařského a královského polského a švédského komorníka a plukovníka.
Hrabě Kašpar Colonna zemřel 31. března 1666 v Opolí ve věku 72 let.